# Kevin Hart (Dichter)

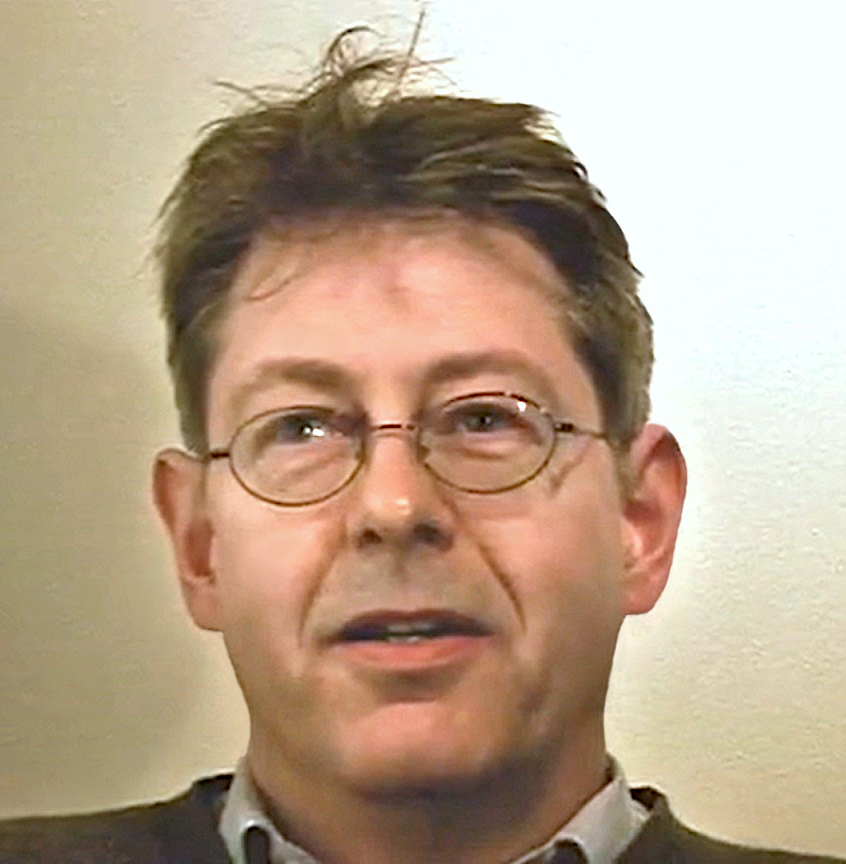
Kevin Hart um 2003

Kevin Hart (* 1954 in England) ist ein australischer Dichter und Literaturkritiker. Er wuchs in London und Brisbane auf. Er besuchte die Australian National University in Canberra und die Universität von Melbourne. Im Jahr 2001 verließ er Australien, um einen Posten an der University of Notre Dame in Indiana anzunehmen.
Hart gilt als einer der führenden Dichter Australiens. Mit seiner Poesie hat er zahlreiche Preise gewonnen, darunter der NSW Premier's Literary Award sowie der Victorian Premier's Literary Award für Poesie.

## Werke
Poesie
- The Departure (1978)
- The Lines of Your Hand (1981)
- Your Shadow (1984)
- Peniel (1991)
- New and Selected Poems (1994)
- Dark Angel (1996)
- Nineteen Songs (1999)
- Wicked Heat (1999)
- Madonna (2000)
- Flame Tree (2002)
- Night Music (2004)

Kritik
- The Trespass of the Sign (1989)
- A.D. Hope (1992)
- Losing the Power to Say ‘I’ (1996)
- Samuel Johnson and the Culture of Property (1999)
- How to Read a Page of Boswell (2000)
- The Impossible (2004)
- Nowhere Without No: In Memory of Maurice Blanchot (editor; 2004)
- Postmodernism: A Beginner’s Guide (2004)
- The Dark Gaze: Maurice Blanchot and the sacred (2004)
- Derrida and Religion: Other Testaments (mit Yvonne Sherwood, 2004)